# Veliyam Bharghavan

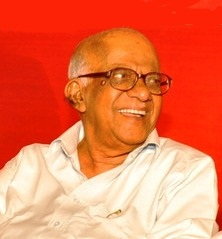
Veliyam Bharghavan.

Veliyam Bharghavan (Malayalam: വെളിയം ഭാർഗവൻ, mayo de 1928 - 18 de septiembre de 2013) fue un dirigente comunista de Kerala, India. Fue el Secretario de Estado del Partido Comunista de la India (CPI), entre 1998 y 2010. En 2010 se retiró de esa posición debido a sus problemas de salud. Él es oriundo de la aldea de Veliyam del distrito de Kollam. Él es un defensor de la fusión entre el IPC y el Partido Comunista de India (Marxista) (CPM). Fue miembro de la primera Asamblea Legislativa de Kerala, al ganar las elecciones de la asamblea de 1957 de la circunscripción Chadayamangalam.